# Mendes da Silva
Mendes da Silva é uma aldeia de São Tomé e Príncipe, localiza-se no Distrito de Cantagalo, ilha de São Tomé, próxima às localidades de Mato Cana, de Monte Belo, e de Castelo.